# Palé (Baranya)
Palé es un pueblo ubicado en el distrito de Hegyhát, en el condado de Baranya, Hungría.

## Superficie
Posee una superficie de 2,150 kilómetros cuadrados.

## Demografía
Hasta 2019 la población era de 91 habitantes, con una densidad de población de 42,33 habitantes por kilómetro cuadrado.